# Berke
Berke Khan (m. 1266) (también llamado Birkai; en mongol: Бэрх хаан, en tártaro: Бәркә хан) fue nieto de Genghis Khan, jefe militar mongol y gobernante de la Horda de Oro (división de la Imperio Mongol) que consolidó efectivamente el poder de las Hordas Azul y Blanca entre 1257 a 1266. Sucedió a su hermano Batu Kan de la Horda Azul (Oeste) y fue el primer gobernante en establecer el Islam como religión de uno de los kanatos del Imperio Mongol. Se alió con los egipcios Mamelucos contra el   Ilkanato mongol de Persia. Berke también apoyó a Ariq Böke contra Kublai en la Guerra Civil Toluida, pero no intervino militarmente en la guerra ya que estaba ocupado luchando contra su primo, Hulegu, Kan del Ilkanato.

## Nombre
Berke es un nombre usado tanto por túrquicos como por  mongoles. En el Idioma mongol "Berkh" significa literalmente "fuerte". "Berk" también tiene otros significados como "sólido", "poderoso", y "en el poder" en Túrquico Antiguo.

## Nacimiento
Berke era hijo de Jochi el hijo mayor de Gengis Kan. No hay un consenso claro sobre su fecha de nacimiento. Embajadores Mamelucos que lo visitaron en 663 dH (1264/5) lo describían como de cincuenta y seis años de edad, lo que sitúa su nacimiento entre 1207 y 1209. Sin embargo, el cronista persa contemporáneo Juzjani afirma que Berke nació durante la conquista de Corasmia que tuvo lugar entre 1219 y 1221.
Esta última afirmación fue utilizada para apoyar el argumento del historiador Jean Richard de que la madre de Berke era Khan-Sultan (o Sultan Khatun), la hija capturada de Mohammed II de Corasmia. El matrimonio entre Jochi y Khan-Sultán tuvo lugar en 1220, lo que situaría el nacimiento de Berke después de 1221.

## Contexto
Berke estuvo presente, con varios de sus hermanos, en la inauguración de su tío Ogodei como Gran Kan en 1229.
En 1236, Berke se unió a sus hermanos Orda, Sinkur, y Shiban y otros familiares, bajo el liderazgo de Batu Kan en un vasto ejército, compuesto por unos 150.000 soldados, que marcharon desde Siberia hacia el interior de los territorios musulmanes de los Búlgaros del Volga y Kipchaks, a quienes sometieron. Batu y Subotai enviaron a Berke al norte del Cáucaso para conquistar a los Kipchaks, tras lo que devastaron los principados de Riazán y Súzdal en 1237, y se adentraron en Rusia. Durante el invierno de 1238-39, Berke derrotó a los Kipchaks y apresó al jefe de los Merkitas. Después sometió la estepa regada por los ríosKuma y Terek al oeste del Mar Caspio.
Berke se unió posteriormente a su hermano durante la invasión de Europa, luchando en la Batalla de Mohi, donde el ejército húngaro fue diezmado. Cuando Ogodei Kan murió, y todos los príncipes de sangre fueron convocados a Mongolia para elegir un nuevo Kan, Berke y sus hermanos se unieron a Batu en el kurultai.

## Conversión al islam
Berke Kan se convirtió al islam en la ciudad de Bujará en 1252. Cuando estaba en Saray-Jük, Berke se encontró con una caravana de Bujará y les preguntó por su fe. Berke quedó impresionado y decidió convertirse. Después, persuadió a su hermano Tukh-timur para convertirse también al Islam.
En 1248 Batu envió a Berke, junto a su hermano Tukh-timur, a Mongolia para apoyar a Möngke Khan en el trono del Gran Kan. Cuando llegó, invitó a las familias de Chagatai y Ogedey varias veces. Por esa razón, Berke llevó a cabo la kurultai en 1251 que inauguró a Möngke. Berke organizó todo bajo estrictas condiciones.

## Asumiendo la Horda de Oro

Dominios de la Horda de Oro en 1389 (en inglés). La estrella muestra la ubicación de Nuevo Sarai, capital de la Horda de Oro.

Cuando Batu murió en 1255, fue sucedido brevemente por sus hijos Sartaq Kan y Ulaghchi, antes de que Berke asumiera el liderazgo en 1257. Fue un gobernante capaz y logró mantener y estabilizar la Horda de Oro, el kanato occidental del Imperio Mongol. Durante su gobierno, los mongoles finalmente sofocaron la revuelta de Daniel de Galitzia, lanzando un segundo ataque contra Polonia y Lituania, dirigido por el general Burundai (Lublin, Zawichost, Sandomierz, Cracovia y Bytom fueron saqueados) en 1259. También en 1265 se realizó una incursión contra Bulgaria y la Tracia bizantina. El emperador del Imperio Bizantino, Miguel VIII envió gran cantidad de tejido valioso a la Horda de Oro como tributo.

## Guerras Berke-Hulagu
Berke se había convertido en un musulmán devoto. Su conversión provocó también la implantación masiva del Islam en la Horda Azul, aunque continuaran existiendo animistas y budistas. Berke se enojó tras la destrucción de Bagdad por parte de Hulagu y estaba decidido a enfrentarse al líder del Ilkanato, que había asesinado al Califa Al-Musta'sim y cuyas ambiciones territoriales en Siria y Egipto amenazaban a los colegas musulmanes de Berke.
Mientras tanto, los soldados del Ilkanato, mandados por Kitbuqa se enfrentaban a los Cruzados asentados en la costa Palestina, con los que los Mamelucos había firmado un pacto de neutralidad. Los Mamelucos cruzaron el territorio Cruzado y destruyeron al ejército del Ilkanato en la Batalla de Ain Jalut, en la que Kitbuqa resultó muerto. Palestina y Siria se recuperaron, y la frontera se estableció en el Tigris durante la dinastía de Hulagu. El voto de venganza de Berke contra Hulagu tuvo que esperar hasta que este regresara tierras tras de la muerte de Möngke Khan.
Hulagu regresó a sus tierras en 1262, pero en lugar de vengar sus derrotas, se entregó a la guerra civil con Berke y la Horda Azul. Berke Khan había prometido derrotarle tras la rabia que le produjo el saqueo de Bagdad por Hulagu.
El historiador musulmán Rashid-al-Din Hamadani citó a Berke Khan arengando a sus súbditos mongoles y musulmanes, en protesta por el ataque a Bagdad:
"Él (Hulagu) ha saqueado todas las ciudades de los Musulmanes y ha provocado la muerte del Califa. Con la ayuda de Dios Le pediré cuentas por tanta sangre inocente." (ver Los Señores de la Guerra Mongoles, citando el registro de Rashid al-Din del pronunciamiento de Berke Khan; esta cita también se encuentra en El Mameluco-Ilkhanid Guerra)
Antes de su sucesión, también se quejó a Batu "Ayudamos a entronizar a Möngke. Pero olvidó quién es enemigo o amigo. Ahora, está asolando las tierras de nuestro amigo el Califa. Es abyecto". Es notable que Berke mantuvo su promesa, aliándose con los mamelucos, (Berke buscó una alianza con el sultán Mameluco Baibars contra Hulagu) y cuando Hulagu regresó a sus tierras en 1262, después de quedar resuelta la cuestión sucesoria con Kublai como último Gran Kan,  y reunir a sus ejércitos para vengar a Ain Jalut y atacar a los mamelucos, Berke Khan inició una serie de movimientos que obligaron a Hulagu a desplazarse al norte. Este fue el primer conflicto abierto entre mongoles, y señaló el fin del imperio unificado. En represalia por estos ataques, Berke y Hulegu masacraron a los mercaderes del otro.
Pero las razones del conflicto entre Berke y Hulagu eran religiosas y territoriales. Möngke entregó territorios en el actual Azerbaiyán, que habían sido entregadas a Jochi por Genghis Khan a su hermano Hulagu. Aunque a Berke no le gustó la situación, esperó hasta la muerte de Möngke.
Berke al principio descartó enfrentarse a Hulagu por su condición de mongol, diciendo Los mongoles son asesinados por espadas mongolas. Si estuviéramos unidos, habríamos conquistado todo el mundo. Pero la situación económica de la Horda de Oro debido a las acciones del Ilkanato lo llevó a declarar la yihad ya que los Ilkánidas poseían las ricas tierras del norte de Irán y exigían a la Horda que no vendieran esclavos a los mamelucos.
En 1262 el conflicto se convirtió en guerra abierta. Hulagu sufrió una severa derrota cuando intentó invadir el norte del Cáucaso en 1263. Las fuerzas de Hulagu fueron aplastadas en el Río Terek por el sobrino de Berke, Nogai, forzando a Hulagu a retirarse; murió en 1265. También el Kan Chagatai Alghu invadió Khwarizm y se anexionó tierras de la Horda de Oro. El ejército Jochida intentó sin éxito detener su avance.
Berke también apoyó al pretendiente a Gran Khan Ariq Böke en la guerra civil toluida, y acuñó monedas con su nombre de Ariq Böke. Sin embargo Kublai derrotó a Ariq Böke en 1264. Kublai convocó a Hulagu y Berke para discutir sobre Ariq Böke. Sin embargo, ninguno pudo asistir al Kurultai en aquel momento, y nunca se celebró una nueva asamblea.

## Consecuencias
Mientras Berke intentaba cruzar el río Kura para atacar al hijo de Hulagu, Abaqa Khan, enfermó y murió en algún momento entre 1266 y 1267. Fue sucedido por su sobrino nieto, Mengu-Timur, que continuó con la política de alianza con los mamelucos, y contención del Ilkanato, fue continuada por Mengu-Timur. Muchos historiadores están de acuerdo en que la intervención de Berke contra Hulagu salvó el resto de Tierra Santa, incluyendo La Meca y Jerusalén, del mismo destino que Bagdad. 

## Fuente
- Amitai-Preiss, Reuven. El Mameluco-Ilkhanid Guerra, 1998
- Chambers, James, Los Jinetes del Diablo: La invasión mongola de Europa
- Hildinger, Erik, Guerreros de la Estepa: Una historia militar de Asia Central, 500 A.c. a. D. 1700
- Morgan, David, Mongol, ISBN 0-631-17563-6
- Nicolle, David, Los Señores de la Guerra Mongoles Brockhampton Press, 1998.
- Reagan, Geoffry, El Libro Guinness de las Batallas Decisivas (Canopy Books, Nueva York, 1992).
- Saunders, J. J., La Historia de las Conquistas Mongolas (London, Routledge & Kegan Paul, 1971).
- Soucek, Svatopluk. Una historia de Asia Interior, Cambridge, 2000.
- Vásáry, István, "'Historia y leyenda' en la conversión de Berke Khan al Islam", en Aspectos de la Civilización Altaica, vol. III, ed. D. Sinor, Bloomington (IN), 1990, 230-252 (reimpreso en: Ídem, Turcos, tártaros y rusos en los siglos XIII-XVI (Farnham, Alershot, 2007) (Variorum Collected Studies Series: CS884), XVII.)